# Politica Nigeriei
Politica Nigeriei are loc într-un cadru de republică democratică, federală și prezidențială, președintele fiind atât șeful statului, cât și șeful guvernului și al unui sistem multi-partidic. Puterea executivă este exercitată de către guvern. Puterea legislativă o are atât guvernul, cât și cele două camere ale legislativului, Camera Reprezentanților și Senatul. Împreună, aceste două camere alcătuiesc corpul legiferativ în Nigeria, numit Adunarea Națională. Curtea Supremă de Justiție din Nigeria reprezintă cel mai înalt for judiciar. Nigeria pune în aplicare, de asemenea, teoria lui Charles de Secondat, baron de Montesquieu, privind separația a puterilor în stat. Adunarea Națională servește ca „gardian” al exceselor puterii executive.
| Situația politică de la Independență |                                     |
| ------------------------------------ | ----------------------------------- |
| 1960-1966                            | Democrație                          |
| 1966-1979                            | Regim militar                       |
| 1979-1983                            | Democrație                          |
| 1983-1989                            | Regim militar                       |
| 1989-1993                            | Restricția practicii democratice    |
| 1993-1998                            | Regim militar                       |
| 1998-1999                            | Guvern de tranziție                 |
| 1999-2006                            | Democrație                          |
| 2006                                 | În curs de dezvoltare a democrației |

## Separarea puterilor

### Puterea executivă
Președintele este ales de către popor. El este atât șeful statului, cât și al guvernului și șeful Consiliului Federal Executiv sau al cabinetului. Nigeria are un sistem pluripartit, cu două sau trei partide puternice și un terț care este electoral câștigător.

### Ramura executivă
Ramura executivă este împărțită în ministerele federale, conduse de un ministru numit de către președinte, care trebuie să includă cel puțin un membru din fiecare dintre cele 36 de state în cabinetul său. Numirile președintelui sunt confirmate de către Senatul din Nigeria. În unele cazuri, un ministru federal este responsabil pentru mai mult de un minister (de exemplu, Mediul și Locuințele pot fi combinate), și un ministru poate fi asistat de unul sau mai mulți miniștri de Stat. Fiecare minister are, de asemenea, un secretar permanent, care este un funcționar civil senior.
Ministerele sunt responsabile pentru diverse „parastatale” (societăți aflate în proprietatea guvernului), cum ar fi universitățile (Educație), Comisia Națională a Audiovizualului (Informații) și Corporația Națională a Petrolului [1] (Petrol). Alte „parastatale” țin de Oficiul Președinției, cum ar fi Comisia Electorală Națională Independentă, Comisia Fraudelor Economice și Financiare, și de Puterea legislativă: Comisia Serviciului Civil Federal.
Adunarea Națională din Nigeria are două camere. Camera Reprezentanților este prezidată de Speaker-ul (cel care conduce discuțiile) Camerei Reprezentanților. Are 360 de membri, aleși pentru un mandat de patru ani, în circumscripții cu un singur loc. Senatul este prezidat de către președintele Senatului. Acesta are 109 de membri, aleși pentru un mandat de patru ani, în 36 de circumscripții de trei locuri (corespunzător celor 36 de state), precum și un loc într-o circumscripție un singur loc (capitala federală Abuja).

### Puterea judecătorească
Puterea judecătorească constă, în principal, în Curtea Supremă din Nigeria [2] , care este cea mai înaltă instanță. Aceasta este prezidată de către Judecătorul Suprem din Nigeria și treisprezece judecători asociați, numiți de către președintele din Nigeria, la recomandarea Consiliului Național Judiciar și sub rezerva confirmării de către Senat.

## Sistemul juridic
Există patru sisteme distincte de drept în Nigeria: legea engleză, care este derivată din trecutul său colonial cu Marea Britanie, drept comun, drept constituțional (ambele reprezintă o evoluție din independența sa post-colonială), și Sharia, legea musulmană [3], utilizată numai în nordul predominant islamic al țării. Ca și Statele Unite, există o ramură judiciară cu o Curte Supremă, care este considerată ca fiind cea mai înaltă instanță.

## Diviziunile administrative
Federația este împărțită în 36 de state și un teritoriu *; Teritoriu Federal –Capitala (Abuja), Abia, Adamawa, Akwa Ibom, Anambra, Bauchi, Bayelsa, Benue, Borno, Cross River, Delta, Ebonyi, Edo, Nigeria, Enugu, Gombe, OMI, Jigawa, Kaduna, Kano, Katsina, Kebbi, Kogi, Kwara, Lagos, Nasarawa, Niger, Ogun, Ondo, Osun, Oyo,Platoul [4], Sokoto, Taraba, Yobe, Zamfara.
Fiecare stat este, la rândul său, împărțit în așa-numitele zone de guvernământ local, ZGL. Există 774 ZGL în Nigeria. Kano are cel mai mare număr de ZGL, (44) și Bayelsa are cele mai puține (9). Abuja are 6 ZGL. Zonele locale au înlocuit districtele, care erau al treilea nivel administrativ sub guvernarea britanica.
Nigeria alege, la nivel federal, un șef de stat, președintele Nigeriei și un legiuitor (Adunarea Națională). Președintele este ales de către popor. Adunarea Națională are două camere. Camera Reprezentanților are 360 de membri, aleși pentru un mandat de patru ani, în circumscripții cu un singur loc. Senatul are 109 de membri, aleși pentru un mandat de patru ani: fiecare dintre cele 36 de state sunt împărțite în 3 districte senatoriale, dintre care fiecare  este reprezentat de un senator;

## Ultimele alegeri
Ultimele alegeri au avut loc la 14 aprilie și 21 aprilie 2009. Guvernatorul și alegerile la nivel de stat au avut loc pe 14 aprilie, în timp ce alegerile prezidențiale și Adunarea Națională au avut loc o săptămână mai târziu, la 21 aprilie. Adua Umaru ar a câștigat alegerile extrem de controversate prin hotărârea Partidului Popular Democrat (PDP) și a depus jurământul la 29 mai.
Alegerile au fost marcate de fraude [5] pe scară largă și violență, în mare măsură, comise de partidul de guvernământ a țării. În câteva state din Nigeria a fost pașnică votarea, o mare parte din candidații opoziției în alegerile parlamentare au fost intimidați, urnele fiind furate de catre agenții din partidele de guvernământ.
În urma alegerilor de pe 14 aprilie,18 părți, inclusiv Abubakar și Buhar, au cerut, în 17 aprilie, ca alegerile prezidențiale să fie amânate, ca INEC [6] să fie desființat, și ca alegerile anterioare să fie anulate, în caz contrar, ei au declarat că ar lua în considerare boicotarea alegerilor prezidențiale. La 19 aprilie, cu toate acestea, atât Buhari (ANPP) [7], cât și Abubakar au spus că nu vor boicota alegerile. 60 milioane buletine de vot au fost ținute în Africa de Sud pentru a preveni manipularea frauduloasă. Cifrele oficiale privind prezența la vot nu au fost făcute publice, dar prezența la urne a fost estimată la 57.5% din 61.5 milioane de alegători înregistrați. Primele rezultate au arătat o majoritate de voturi pentru Yar'Adua. La 23 aprilie el a fost declarat câștigător de către INEC, președintele Olusegun Obasanjo, care își înceta activitatea, a declarat într-o conferință televizată că alegerile nu pot fi descrise ca fiind perfecte.
| CANDIDAȚI-PARTID            | PARTID                         | VOTURI     | %     |
| UMARU YAR-ADUA              | PEOPLES DEMOCRATIC PARTY       | 24.638.063 | 69.82 |
| MUHAMMADU BUHARI            | ALL NIGERIA PEOPLES PARTY      | 6.605.299  | 18.72 |
| ATIKU ABUBAKAR              | ACTION CONGRESS                | 2.637.848  | 7.47  |
| ORJI UZOR KALU              | PROGRESSIVE PEOPLES ALLIANCE   | 608.803    | 1.73  |
| ATTAHIRU BAFARAWA           | DEMOCRATIC PEOPLES PARTY       | 289.324    | 0.82  |
| CHUKWUEMEKA ODIMEGWU OJUKWU | ALL PROGRESSIVE GRAND ALLIANCE | 155.947    | 0.47  |
| PERE AJUWA                  | ALLIANCE FOR DEMOCRACY         | 89.241     | 0.25  |
| CHRIS OKOTIE                | FRESH DEMOCTRAIC PARTY         | 74.049     | 0.21  |
| PATRICK UTOMI               | AFRICAN DEMOCRATIC CONGRESS    | 50.849     | 0.14  |
| AMBROSE OWURU               | HOPE DEMOCRATIC PARTY          | 28.591     | 0.08  |
| EMMANUEL OKEREKE            | AFRICAN LIBERATION PARTY       | 22.677     | 0.06  |
| LAWRENCE ADEDOYIN           | AFRICAN POLITICAL SYSTEM       | 22.409     | 0.06  |
| HABU FARI                   | NATIONAL DEMOCRATIC PARTY      | 21.934     | 0.06  |
| MAXI OKWU                   | CITIZENS POPULAR PARTY         | 14.027     | 0.04  |
| BARTHOLOMEW NNAJI           | BETTER NIGERIA PARY            | 11.705     | 0.04  |
| EMMANUEL OBAYUWANA          | NATIONAL CONSCIENCE PARTY      | 8.229      | 0.02  |
| OLAPADE AGORO               | NATIONAL ACTION COUNCIL        | 5762       |       |
| MOJISOLA OBASANJO           | NIGERIAN MASSES MOVEMENT       | 4309       | 0.01  |

## Situația politică actuală
În ianuarie 2010 a luat naștere o criză politică [8], ca urmare a dispariției președintelui, la 8 ianuarie 2010. Acesta este dat dispărut, după ce nu a mai fost vazut de 45 de zile. Se pare că a părăsit țara pentru a merge în Arabia Saudită, pentru îngrijire medicală, pentru tratarea unei afectiuni cardiologice [9].
Plecarea acestuia, fără înștiințarea legislativului a avut repercusiuni grave în Nigeria.
La scurt timp după aceste evenimente, la 19 ianuarie 2010, președintele este răpit de un grup de militari, aceștia anunțând, ulterior, suspendarea Constituției și dizolvarea Instituțiilor statale.
La câteva luni după aceste evenimente [10], la 6 mai 2010, președintele este declarat decedat, acesta fiind dat dispărut timp de câteva luni, decesul acestuia fiind confirmat de către un oficial. După moartea lui UMARU YAR-ADUA, în vârstă de 58 de ani, funcția în stat este preluată de Goodluck J{{subst:lcONATHAN}}, acesta preluând interimatul până la noile alegeri din 2011 [11].
Jonathan a promis o guvernare mai bună, lupta împotriva corupției, reforma electorală.